# Mostafa Mohammad Nadschar

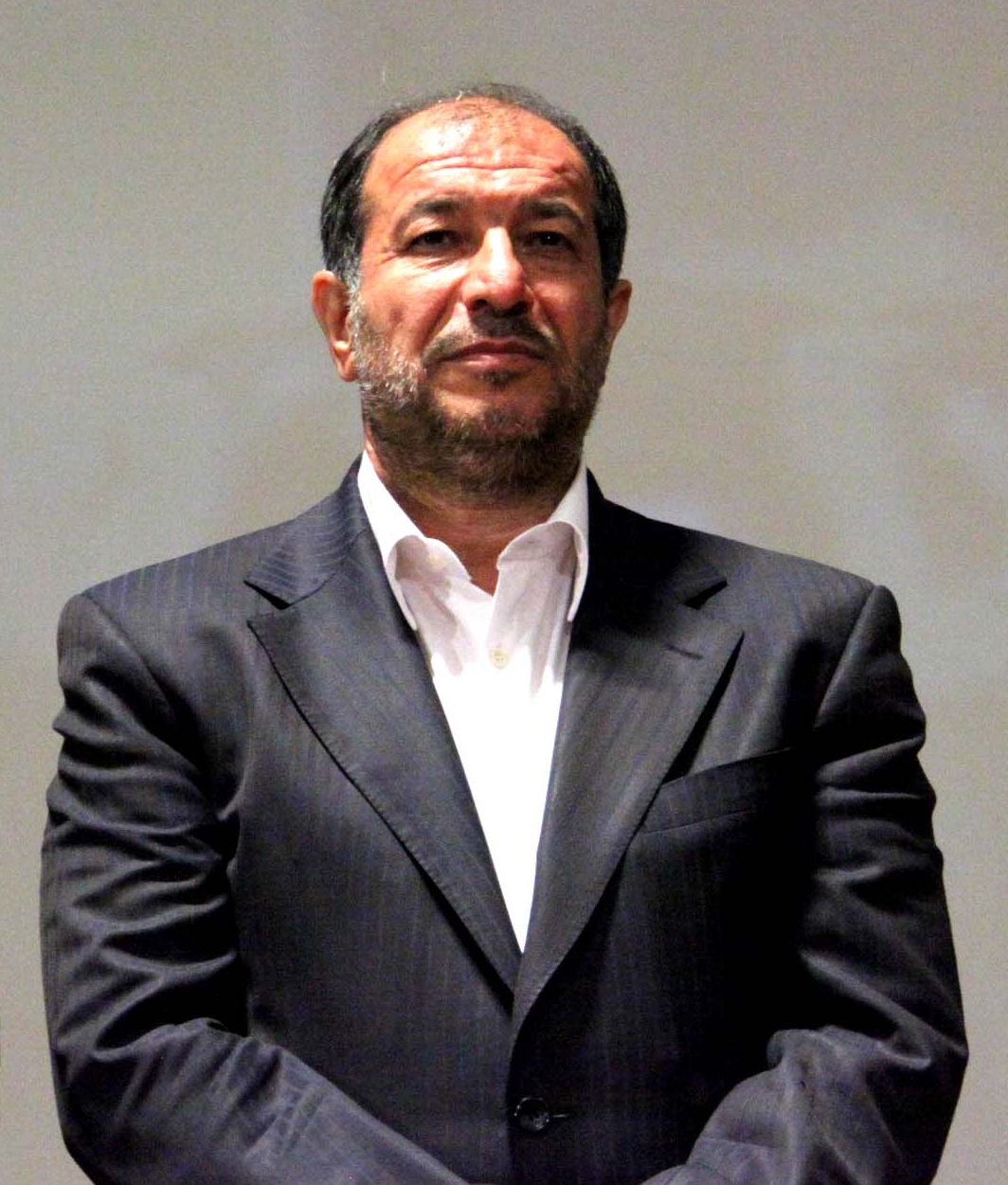
Mostafa Mohammad Nadschar

Mostafa Mohammad Nadschar (persisch مصطفی محمدنجار, auch Mostafa Mohammad Najjar geschrieben; * 1956 in Teheran) war von 2005 bis 2009 Verteidigungsminister der Islamischen Republik Iran, sein Amtsvorgänger war Ali Schamchani. Nadschar war vom 3. September 2009 bis 3. August 2013 Innenminister des Iran; er löste Sadeq Mahsuli ab.

## Leben
Mostafa Nadschar schloss die K. N. Toosi University of Technology 1977 ab, hat einen Bachelor in Maschinenbau der Khajeh Nasir Toosi University of Technology (1984) und einen Master in strategischem Management der University of Industrial Management (2004).
Seit 1980 ist er Mitglied der Iranischen Revolutionsgarden und Veteran aus dem Iran-Irak-Krieg. Er war Kommandant der Imam Ali Garnison in Teheran, Kommandeur der Revolutionsgarden im Libanon und Strategischer Direktor der Revolutionsgarden für den Nahen Osten  (Libanon, Palästina und den Arabischen Golfstaaten). Nadschar ist heute unter anderem Direktor der iranischen Waffenproduktion und Mitglied im iranischen Sicherheitsrat. Er gilt als Nahost-Experte und spricht fließend Arabisch.

## Verbindung zur Hisbollah
Mostafa Mohammad Nadschar soll in den 1980er Jahren am Aufbau der Hisbollah im Libanon entscheidend mitgewirkt haben und war während dieser Zeit Kommandant der im Libanon befindlichen Pasdaran und der ihnen unterstehenden Hisbollah Milizen. Er wird unterdessen mit der Planung mehrerer 1983 von der Hisbollah durchgeführten Selbstmordattentate in Verbindung gebracht, darunter dem Anschlag auf den US-Stützpunkt in Beirut 1983, bei dem 241 U.S. Marines getötet wurden, und dem Attentat auf die US-Botschaft in Beirut mit 63 Toten, darunter 17 Amerikaner.

## Menschenrechtsverletzungen
Aufgrund des harten und gewalttätigen Vorgehens während der Niederschlagung der Proteste nach den iranischen Präsidentschaftswahlen 2009, wurden Nadschar und andere hochrangige iranische Beamte auf die US-Liste für schwere Menschenrechtsverletzungen im Iran gesetzt. Das Fact Sheet des United States Department of the Treasury erklärt hierzu folgendes über Nadschar:
„Als stellvertretender Oberbefehlshaber der Streitkräfte war Mostafa Mohammad Nadschar im November 2009 für die Polizeikräfte verantwortlich, um für 'Ordnung und Sicherheit' zu sorgen. Er war verantwortlich für die Reaktion der Regierung auf die Proteste an einem der heiligsten Tage im schiitischen Islam, Aschura, der im Jahr 2009 am 27. Dezember begangen wurde. Die staatlichen Medien berichteten von 37 Toten und der Verhaftung von Hunderten.“